# Skovelhuvad hammarhaj
Skovelhuvad hammarhaj (Sphyrna tiburo) är en meterlång haj som man bland annat kan hitta i området runt Mexikanska golfen.
Utbredningsområdet sträcker sig i västra Atlanten från nordöstra USA till sydöstra Brasilien och i östra Stilla havet från södra Kalifornien till norra Peru. Arten vistas nära kusten och dyker till ett djup av 90 meter. Exemplaren blir upp till 150 cm långa. Honor blir könsmogna vid en längd av 80 till 90 cm och hannar vid 68 till 85 cm. Honor lägger inga ägg utan föder 4 till 16 levande ungar efter 4,5 till 5 månader dräktighet. Ungarna är vid födelsen 35 till 40cm långa. Utanför Mexiko blir hannar 5 till 6 och honor 7 till 8 år gamla.
Arten fiskas intensiv som matfisk och den hamnar som bifångst i fiskenät. Enligt uppskattningar minskar hela populationen med 50 till 79 procent under 36 år (tre generationer). IUCN listar arten som starkt hotad (EN).